# میهنوو
میهنوو (به بلغاری: Mihnevo) یک منطقهٔ مسکونی در بلغارستان است که در شهرستان پتریچ واقع شده‌است.